# Stanley Bruce
Stanley Melbourne Bruce (Melbourne, Victoria, 15 de Abril de 1883 — Londres, Inglaterra, 25 de Agosto de 1967) foi um diplomata e político australiano, tendo sido aos 39 anos o 8º Primeiro-ministro da Austrália, entre 1923 e 1929, o segundo mais jovem da história da Austrália. Depois de cumprir o seu mandato, foi High Commissioner em Londres, cargo que teve durante 13 anos. Em 1947, tornou-se no Visconde Bruce de Melbourne.
Ele fez reformas abrangentes e montou um abrangente programa de construção da nação no governo, mas seu tratamento controverso das relações industriais levou a uma derrota dramática nas urnas em 1929. Bruce mais tarde seguiu uma longa e influente carreira diplomática como Alto Comissário do Reino Unido (1933–1945) e presidente da Organização para a Alimentação e Agricultura (1946–1951).

## Vida
Nascido em uma família brevemente rica em Melbourne, Bruce estudou na Universidade de Cambridge e passou sua infância cuidando dos negócios de importação e exportação de seu falecido pai. Ele serviu na linha de frente da Campanha de Gallipoli na Primeira Guerra Mundial e voltou ferido para a Austrália em 1917, tornando-se porta-voz dos esforços de recrutamento do governo. Ele ganhou a atenção do Partido Nacionalista e do primeiro-ministro Billy Hughes , que incentivou a carreira política. Ele foi eleito para o parlamento em 1918, tornando-se tesoureiro em 1921 e depois primeiro-ministro em 1923, à frente de uma coalizão com o Country Party.
No cargo, Bruce buscou uma agenda energética e diversificada. Ele revisou amplamente a administração do governo federal e supervisionou sua transferência para a nova capital, Canberra. Ele implementou várias reformas no sistema federal australiano para fortalecer o papel da Commonwealth e ajudou a desenvolver os precursores da Polícia Federal Australiana e do CSIRO. O esquema de "homens, dinheiro e mercados" de Bruce foi uma tentativa ambiciosa de expandir rapidamente a população e o potencial econômico da Austrália por meio de investimentos governamentais maciços e laços mais estreitos com a Grã-Bretanha e o resto do Império Britânico. No entanto, seus esforços para reformar o sistema de relações industriais da Austrália colocaram seu governo em conflito frequente com o movimento trabalhista, e sua proposta radical de abolir a arbitragem da Commonwealth em 1929 levou membros de seu próprio partido a cruzar a sala para derrotar o governo. Na perda retumbante na eleição subsequente, o primeiro-ministro perdeu seu próprio assento, um evento sem precedentes na Austrália e que não ocorreria novamente até 2007 .

Embora ele tenha retornado ao parlamento em 1931, o serviço de Bruce no governo de Lyon foi breve. Em vez disso, ele seguiu uma carreira internacional, aceitando a nomeação como Alto Comissário do Reino Unido em 1933. Bruce tornou-se uma figura influente nos círculos do governo britânico e na Liga das Nações, emergindo como um defensor incansável da cooperação internacional em problemas econômicos e sociais, especialmente aqueles que enfrentam o mundo em desenvolvimento. Particularmente apaixonado pela melhoria da nutrição global, Bruce foi uma das figuras-chave no estabelecimento da Organização para a Alimentação e Agricultura, atuando como o primeiro presidente de seu conselho administrativo. Ele foi o primeiro australiano a sentar-se na Câmara dos Lordes, bem como o primeiro Chanceler da Australian National University. Embora sua carreira diplomática tenha passado despercebida na Austrália, ele continuou ao longo de sua vida em Londres a defender veementemente os interesses australianos (particularmente durante a Segunda Guerra Mundial) e pediu que seus restos mortais fossem devolvidos a Canberra quando morresse.